# 1908년 하계 올림픽 이탈리아 선수단
1908년 하계 올림픽 이탈리아 선수단은 영국 런던에서 개최된 1908년 하계 올림픽에 참가한 올림픽 이탈리아 선수단이다. 8개 종목과 30개 세부 종목에서 선수 66명이 참가하였다.

## 선수 집계
| 종목   | 남자 | 여자 | 합계 |
| ------ | ---- | ---- | ---- |
| 다이빙 | 1    |      | 1    |
| 레슬링 | 1    |      | 1    |
| 합계   | 66   | 0    | 66   |

## 메달 집계

### 종목별 메달 집계
| 종목   |   |   |   | 합계 |
| 레슬링 | 1 | 0 | 0 | 1    |
| 합계   | 2 | 2 | 0 | 4    |

### 메달리스트
| 메달 | 선수        | 종목   | 세부 종목                  | 날짜     |
| ---- | ----------- | ------ | -------------------------- | -------- |
|      | 엔리코 포로 | 레슬링 | 남자 그레코로만형 라이트급 | 7월 25일 |

## 다이빙
| 선수          | 세부 종목     | 예선 | 예선 | 준결선    | 준결선    | 결선      | 결선      |
| 선수          | 세부 종목     | 점수 | 순위 | 점수      | 순위      | 점수      | 순위      |
| 카를로 본판티 | 3m 스프링보드 | 65.8 | 4    | 진출 실패 | 진출 실패 | 진출 실패 | 진출 실패 |

## 레슬링
| 선수        | 세부 종목             | 32강전 (상대 /결과) | 16강전 (상대 /결과) | 8강전 (상대 /결과) | 준결승 (상대 /결과) | 3-4위전 (상대 /결과) | 결승 (상대 /결과) | 순위          |    |  |  |                   |    |   |
| 엔리코 포로 | 그레코로만형 라이트급 | 부전승              | 부전승              | 외세프 테게르      | 승                  | 구스타프 말스트룀    | 승                | 구나르 페르손 | 승 |  |  | 니콜라이 오를로프 | 승 | 1 |

## 참고 자료
- (영어) “Italy at the 1908 London Summer Games”. sports-reference.com. 2012년 12월 7일에 원본 문서에서 보존된 문서. 2011년 5월 27일에 확인함.